# 里弗賽德 (內布拉斯加州)
里弗賽德（英語：Riverside）是位於美國內布拉斯加州伯特縣的鬼鎮。

## 歷史
里弗賽德的郵局於1870年設立，其後於1875年停運。

## 地理
里弗賽德所處的海拔為高於海平面314米（即1030英呎），而該地所採用的時區為UTC-6，即北美中部时区（CST）。同時該地設有夏令時間，為UTC-6調快一小時，即UTC-5（CDT）。